# میکل پاکولا
میکل پاکولا (انگلیسی: Mikel Pagola؛ زادهٔ ۴ مارس ۱۹۸۲) بازیکن فوتبال اهل اسپانیا است.
از باشگاه‌هایی که در آن بازی کرده‌است می‌توان به باشگاه فوتبال پومفرادینا و باشگاه فوتبال دپورتیوو آلاوس اشاره کرد.